# Ernst Albert Fritze

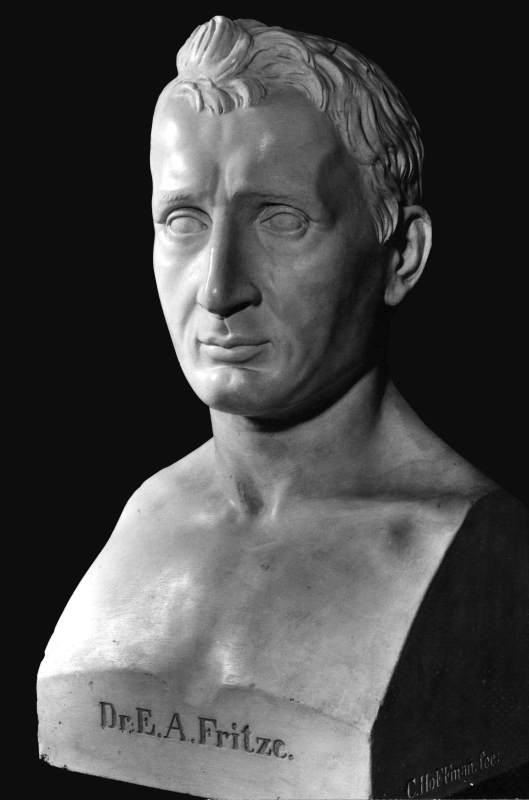
Büste von Ernst Albert Fritze, Museum Wiesbaden

Ernst Albert Fritze (* 22. Juli 1791 in Herborn; † 13. Mai 1839 in Jakarta) war ein deutscher Arzt und Zoologe.

## Leben
Ernst Albert Fritze studierte ab 1812 in Göttingen Medizin. 1817 trat er in holländische Dienste und arbeitete als Marinearzt in Batavia. Ab 1825 sendete er zahlreiche Präparate, Tierkadaver zur Präparation und Ethnographica aus der Region Südostasien und Australien an die Naturhistorische Sammlung im Museum Wiesbaden. Seine Sammlung hat große Bedeutung erfahren, da Java heute zu den dichtbesiedeltsten Inseln zählt und bereits zahlreiche Arten vom Aussterben bedroht sind oder dieses Schicksal schon erlitten haben (Java-Tiger).
Unter den Säugetieren finden sich in der heutigen Sammlung Java-Tiger, Java-Leopard, Java-Nashorn, Java-Banteng, Java-Rothund, Haarnasenotter und Silberner Haubenlangur. Darüber hinaus sind von Fritze mehr als 120 Vogelarten von Java an das Museum Wiesbaden übergeben worden. Im Jahr 1839 wurde er zum Mitglied der Leopoldina gewählt.
Ab 1837 förderte er die naturwissenschaftlichen Studien von Franz Wilhelm Junghuhn.

## Schriften
- Renkhoff, O. (1992): Nassauische Biographie. - Wiesbaden.
- Thomä, C. (1842): Geschichte des Vereins für Naturkunde im Herzogthum Nassau und des naturhistorischen Museums zu Wiesbaden. - Jahrbücher des Nassauischen Vereins für Naturkunde, Sonderband, 196 S.; Wiesbaden. [enthält eine Biographie zu E.A. Fritze]